# Antoni Gralak

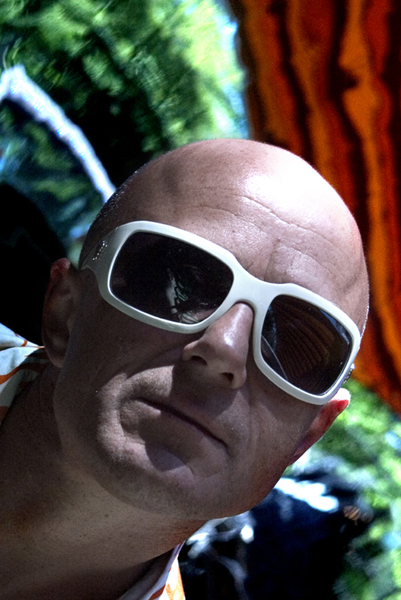
Antoni Gralak

Antoni 'Ziut' Gralak (Mighty Graal; Boguszów-Gorce, 6 mei 1955) is een Poolse trompettist, componist en producent in de jazz en rockmuziek.

## Biografie
Gralak speelde in de groepen Free Cooperation en Young Power, de rockgroep Sfora i Woo Boo Doo en de internationale band Universal Supersession. Hij is medeoprichter van de jazzrock-groep Tie Break en leidt de projecten GRAAL en YeShe. In 1999 richtte hij de studio Jasnachmura op, voor multimediale, visuele en filmprojecten, concerten en festivals. In 2016 kwam hij met een album, opgenomen met Bart en Marcin Oleś. 
Gralak heeft samengespeeld en/of opgenomen met o.m. de Twinkle Brothers, R.A.P., Voo Voo, Automatik, Stanisław Soyka, Justyna Steczkowska, Jass Tri, Wilki, Raz Dwa Trzy, Nick Cave, Dee Dee Bridgewater, Andrzej Smolik, Masala Sound System, Świetliki i Marcin Świetlicki, het Tymański Yass Ensemble, Plasti Bag en Homo Twist.